# C3orf35
C3orf35 (англ. Chromosome 3 open reading frame 35) – білок, який кодується однойменним геном, розташованим у людей на 3-й хромосомі. Довжина поліпептидного ланцюга білка становить 170 амінокислот, а молекулярна маса — 18 525.
| 10         |  | 20         |  | 30         |  | 40         |  | 50         |
| ---------- |  | ---------- |  | ---------- |  | ---------- |  | ---------- |
| MKTMATRKRC |  | KLSRTGPEFE |  | NVIKRLLCAR |  | TFHTRIGGDL |  | THGIINRGRR |
| ANAEQMGLQG |  | SAQHFNIFPL |  | DLWTQGKKTE |  | VQKREGTDSI |  | PAAGRSGTAN |
| QPSIAPHRCL |  | FSRGITALDG |  | LKRGRGCNGA |  | AHLVRGDAWK |  | TKLGEPWVSI |
| ALALAGPGAI |  | LILELSWFLG |  |            |  |            |  |            |

A: Аланін

C: Цистеїн

D: Аспарагінова кислота

E: Глутамінова кислота

F: Фенілаланін

G: Гліцин

H: Гістидин

I: Ізолейцин

K: Лізин

L: Лейцин

M: Метіонін

N: Аспарагін

P: Пролін

Q: Глутамін

R: Аргінін

S: Серин

T: Треонін

V: Валін

Задіяний у такому біологічному процесі, як альтернативний сплайсинг. 
Локалізований у мембрані.